# بلدة مونتروز (ميشيغان)
مونتروز (بالإنجليزية: Montrose Township, Michigan)‏ هي بلدة تقع في مقاطعة جينيسي (ميشيغان) بولاية ميشيغان في الولايات المتحدة. تأسست عام 1847، تبلغ مساحتها 89.65 (كم²)، وترتفع عن سطح البحر 196 م، بلغ عدد سكانها 6336 نسمة في عام 2000 حسب إحصاء مكتب تعداد الولايات المتحدة وتصل الكثافة السكانية فيها 71.05 نسمة/كم2.

## وصلات خارجية
- montrosetownship.org
- The US50 - Cities and Towns in Michigan State
- Michigan Cities and Towns, Facts, Map, Flag, Colleges, Government, and More